# Titularbistum Minora
Das Bistum Minora (ital.: diocesi di Minori, lat. Dioecesis Minorensis) ist ein Titularbistum der römisch-katholischen Kirche.
Es geht zurück auf einen Bischofssitz in der Stadt Minori, die sich in der italienischen Region Kampanien befindet. Das Bistum Minora wurde 987 gegründet und am 27. Juni 1818 aufgelöst. Es war dem Erzbistum Amalfi als Suffraganbistum unterstellt.
| Titularbischöfe von Minora |                                                  |                                                    |                |                   |
| Nr.                        | Name                                             | Amt                                                | von            | bis               |
| 1                          | Karl Joseph Alter Titularerzbischof pro hac vice | emeritierter Erzbischof von Cincinnati (USA)       | 19. Juli 1969  | 31. Dezember 1970 |
| 2                          | Nicola Rotunno Titularerzbischof pro hac vice    | Apostolischer Nuntius                              | 29. Juni 1974  | 27. Februar 1988  |
| 3                          | Zacarías Ortiz Rolón SDB                         | Apostolischer Vikar von Chaco Paraguayo (Paraguay) | 12. März 1988  | 12. Juli 2003     |
| 4                          | Mario Giordana Titularerzbischof pro hac vice    | Apostolischer Nuntius                              | 27. April 2004 |                   |